# فلورنتا میهی
فلورنتا میهی (رومانیایی: Florența Mihai؛ زادهٔ ۲ سپتامبر ۱۹۵۵) یک تنیس‌باز اهل رومانی است.